# 合肥狂风篮球俱乐部
合肥狂风篮球俱乐部，前身為「安徽江淮闪电」，成立於2016年，2017年從安徽滁州搬家到福建福州成「福建闪电」，2019年搬到福建莆田，並更名為「安徽莆田兴发」，2020年更名為「福建风之子」，2023年球隊睽違六年重返安徽，落腳合肥庐江，更名為「合肥狂风」。

## 外部連結
- 合肥狂风篮球俱乐部的新浪微博